# Waldemar Koszewski
Waldemar Koszewski – polski neurochirurg i neurotraumatolog, profesor nauk medycznych, nauczyciel akademicki Warszawskiego Uniwersytetu Medycznego.

## Życiorys

### Edukacja i działalność naukowa
Ukończył XXXIII Liceum Ogólnokształcące Dwujęzyczne im. Mikołaja Kopernika w Warszawie. Następnie studiował medycynę na Akademii Medycznej w Warszawie. W 1990 roku uzyskał stopień doktora nauk medycznych w Akademii Medycznej w Warszawie na podstawie pracy pt. Metody i wyniki leczenia ropni mózgu i móżdżku. Habilitację w zakresie medycyny, specjalności neurochirurgia, uzyskał tamże w 1999 roku na podstawie pracy pt. Przerzuty nowotworowe do mózgowia. Epidemiologia, leczenie, rokowanie. Tytuł profesorski uzyskał w 2007 roku.
Od ukończenia studiów związany z Akademią Medyczną w Warszawie jako lekarz w szpitalach akademii oraz do roku 2007 jako wykładowca akademicki. W kadencji 2004-2006 Prodziekan Wydziału Lekarskiego (English Division).
Jest autorem modyfikacji sposobów operacji guzów przysadki mózgowej, chirurgicznego leczenia choroby Parkinsona, dyskopatii piersiowej oraz leczenia bólu. Jako pierwszy chirurg w Polsce zastosował stymulator nerwu błędnego w operacyjnym leczeniu padaczki. Jest autorem licznych publikacji naukowych na temat leczenia bólu, nowotworów (ze szczególnym uwzględnieniem guzów mózgu), lekoopornej padaczki. Oraz na temat sztucznych sieci neuronowych i ich wykorzystania w społeczeństwie informacyjnym.
Członek pierwszego (1996) zespołu wykładowców Instytutu Problemów Współczesnej Cywilizacji – międzyuczelnianej jednostki badawczej PW, SGGW, SGH, UW, oraz WUM.
W latach 2007–2011 członek Rady Naukowej Instytutu Psychiatrii i Neurologii.
Jeden z prekursorów w Polsce stosowania cybernetycznego noża w leczeniu nowotworów. Współzałożyciel Instytutu Chirurgii Cybernetycznej (w Wieliszewie pod Warszawą), którego jest dyrektorem medycznym.

### Działalność społeczna
W trakcie studiów na Akademii Medycznej w Warszawie wraz z Konstantym Radziwiłłem założył Niezależne Zrzeszenie Studentów AM.
W 1989, wraz z Markiem Średniawą, reaktywował polski Klub Rotariański, którego był prezesem w latach 2003–2004.

## Publikacje
- Bóle kręgosłupa i ich leczenie, Poznań 2010, ISBN 978-82-62138-29-6.
- Leczenie bólu w różnych schorzeniach, 2009
- ICD-10 zaburzenia psychiczne u osób dorosłych: opisy przypadków klinicznych, 1999
- Przerzuty nowotworowe do mózgowia: epidemiologia, leczenie, rokowanie, 1998

## Odznaczenia i nagrody
W 2003 roku, na wniosek Ministra Zdrowia, odznaczony Srebrnym Krzyżem Zasługi za zasługi dla rozwoju medycyny, za osiągnięcia w pracy naukowej i dydaktycznej”.